# Bromek aktynu(III)
Bromek aktynu(III), AcBr
3 – nieorganiczny związek chemiczny, połączenie bromu i aktynu na III stopniu utlenienia. Tworzy kryształy w układzie regularnym.

## Otrzymywanie
Można go otrzymać w reakcji tlenku aktynu(III) z bromkiem glinu w temperaturze 800 °C:
Ac
2O
3 + 2AlBr
3 → 2AcBr
3 + Al
2O
3

## Zastosowanie
Może zostać zastosowany w reakcji otrzymywania tlenobromku aktynu(III), AcOBr w temperaturze 500 °C:
AcBr
3 + 2NH
3 + H
2O → AcOBr + 2NH
4Br